# Bukit Raya Sedang
Bukit Raya Sedang is een bestuurslaag in het regentschap Padang Lawas Utara van de provincie Noord-Sumatra, Indonesië. Bukit Raya Sedang telt 107 inwoners (volkstelling 2010).